# Benjamín Rivera
Benjamín Rivera (Puerto Rico, 31 de marzo de 1967) es un cantautor solista de música cristiana. Ha grabado más de 15 proyectos musicales en más de 25 años de carrera. Tres álbumes los grabó como líder de la banda 'La Tribu de Benjamín'. «Dios es amor» y «Días mejores» son tal vez sus temas más conocidos.

## Biografía
Benjamín Rivera nació el 31 de marzo de 1967 en Puerto Rico, proveniente de una familia cristiana compuesta por Don Benjamín Rivera, Doña María Indart y sus tres hermanos: Ida, Mike e Ismael. En 1985 se unió al ministerio de la música y lanzó su álbum debut: El me dio música.
En 1997 firma con Vida Music Internacional con quienes grabó el disco Capaz de todo. El álbum fue bien recibido y fue nominado a los Premios Lara y premios Tu Música en San Juan.
En 1998, Benjamín forma una banda que se llamaría 'La Tribu de Benjamín'. Estaba compuesta por Benjamín (director y vocalista), sus hermanos Mike (productor musical y pianista) e Ismael (batería) y su cuñado Wiso Aponte (guitarrista). Ese mismo año firman con Cayman Records y producen un CD interactivo: La Tribu de Benjamín. Canciones como «Polos opuestos» y «Dios es así», ocuparon los primeros lugares en varias radios latinoamericanas. Un año después graban el disco 100% free, con un estilo más rock. 
En el 2001 son galardonados con el álbum del Año y 4 otros premios en la ceremonia de los Premios Viva de Guatemala. En el 2002, La Tribu firma con la casa disquera One Voice y producen el primer disco acústico de la música cristiana en español, LTB Unplugged (2001 en CD/DVD). En el 2003, la banda se separó debido al reconocimiento y la cargada agenda de cada uno de los miembros quienes decidieron continuar sus carreras por apartado. 
Benjamín presenta en solitario Días mejores con la producción de Wiso Aponte y el ganador del Grammy, Bob St. John, del cual graba el vídeo de la canción «Días mejores» en San Petersburgo, Rusia. Este material lo lleva a visitar países europeos como Inglaterra, Bélgica, Suecia, Finlandia, España, entre otros. También le abre las puertas en programas de televisión como Despierta América de Univision y Rojo fama contrafama en Paraguay. Tras tres años de silencio y un arduo trabajo que le tomó 1 año en producir y arreglar, lanza su trigésimo álbum titulado Cambia tu historia el 8 de mayo de 2007, en el cual cuenta con la participación de Julissa y Juan Ramón. Uno de los primeros cortes promocionales es el videoclip de «Dios es amor», grabado en Santiago de Chile.
Lanza su tercera producción como solista, Fe hecha canción, en agosto de 2008. El álbum fue producido en Nashville con la colaboración en la composición de Cristian Gastoú, Juan Carlos Rodríguez; Lenny Salcedo de Juanpa y Lenny, Natanael Cabreras y Pedro Miguel. El álbum logró alcanzar los primeros lugares en radios de Estados Unidos. Durante el 2009, Benjamín presentó el video de la canción «Fe», el cual fue grabado en Southwest Ranches, Florida, el 22 de noviembre bajo la dirección de Cristian Márquez.
En el 2010, consolidó 25 años en la música y llegó a un acuerdo con Triunfo 96.9 FM de Puerto Rico para realizar una gira de 25 conciertos. En este tour se reencontró con La Tribu de Benjamín.

## Discografía
| Año  | Detalles                                                                  |
| ---- | ------------------------------------------------------------------------- |
| 1985 | Él me dio música - Discográfica: -                                        |
| 1987 | Te has olvidado de Mí - Discográfica: -                                   |
| 1990 | Tú puedes - Discográfica: -                                               |
| 1992 | Benjamín Rivera en vivo - Discográfica: -                                 |
| 1993 | Herencia - Discográfica: -                                                |
| 1995 | 10 años de júbilo - Discográfica: -                                       |
| 1997 | Capaz de todo - Discográfica: Firmeza Music/Vida Music                    |
| 1998 | La Tribu de Benjamín - Discográfica: Celestial Music/Firmeza Producciones |
| 1999 | 100& free - Discográfica: Firmeza Producciones                            |
| 2001 | LTB Unplugged - Discográfica: ss                                          |
| 2003 | Días mejores - Discográfica: Firmeza Music                                |
| 2006 | Doble porción - Discográfica: Firmeza Music                               |
| 2007 | Cambia tu historia - Discográfica: Firmeza Music                          |
| 2008 | Fe hecha canción - Discográfica: Firmeza Music                            |

## Premios y nominaciones
| Año  | Premio       | Categoría                | Trabajo nominado | Resultado |
| ---- | ------------ | ------------------------ | ---------------- | --------- |
| 2009 | Premios Arpa | Compositor del año       | «Mi fe»          | Nominado  |
| 2009 | Premios Arpa | Mejor álbum de cantautor | Fe hecha canción | Nominado  |